# Alex Natan
Alex Natan (eigentlich Heinz Alexander Nathan; * 1. Februar 1906 in Berlin; † 14. Januar 1971 in London) war ein deutscher Journalist, Schriftsteller und Leichtathlet.

## Leben und Wirken
Alex Natan wurde 1906 als Sohn einer mittelständischen Familie in Berlin geboren. Nach dem Besuch des Realgymnasiums studierte er Rechtswissenschaften, Geschichte und politische Wissenschaften an den Universitäten Berlin, Heidelberg, München und Leipzig. Seine Dissertation schrieb er 1930 über Südwestafrika als Mandat C des Völkerbundes.
Neben seinem Studium fand Natan Zeit für eine erfolgreiche sportliche Laufbahn im Sprint: 1929 war er Kapitän der deutschen Leichtathleten-Equipe bei einem Wettkampf mit der Schweiz. Mit der Mannschaft des SC Charlottenburg konnte er im selben Jahr den damaligen Weltrekord in der 4-mal-100-Meter-Staffel stürzen. 1927, 1929 und 1930 wurde er mit der Charlottenburger Stafette Deutscher Meister, zuvor war ihm dies bereits 1926 mit Phönix Karlsruhe gelungen. Er wechselte 1931 zum jüdischen Sportverein Bar Kochba Berlin. In der Zeit des Nationalsozialismus wurde Natan wegen seiner jüdischen Herkunft aus den Rekordlisten gelöscht. Rugby spielte er zunächst beim SCC, leitete ab 1931 die Rugby-Abteilung von JTSC Bar Kochba-Hakoah und war auch Leiter der Geschäftsstelle des Brandenburgischen Rugby-Fussball-Verbandes, ansässig in Berlin-Schöneberg.
Nach der Machtergreifung der Nationalsozialisten 1933 emigrierte Nathan erst in die Schweiz und noch im selben Jahr nach England, wo er seinen Namen zu Alex Natan abänderte.
1935 bis 1937 war Natan als Rockefeller Assistant for International Relations an der Universität London tätig. Nach dem Ausbruch des Zweiten Weltkriegs wurde Natan als „feindlicher Ausländer“ verhaftet und ab 1940 in Kanada interniert. Nach seiner Freilassung übernahm Natan 1943 eine Stelle als Senior History Master an der King’s School in Worcester.
Später arbeitete Natan als Mitarbeiter in Presse und Rundfunk in Deutschland, England, der Schweiz und Italien und wurde freier Schriftsteller. Er war außerdem Mitbegründer der Anglo-German Association und Mitglied der Deutschen Gesellschaft für Auswärtige Politik.

## Schriften
- Neues Deutschland. Blackwell, Oxford 1955.
- Sport aus Leidenschaft. Thomas-Verlag, Zürich 1956.
- mit Richard Kirn: Fußball. Geschichte und Gegenwart, Regeln und Begriffe. Ullstein-Taschenbuch, Frankfurt am Main 1958.
- Sport and Society. A Symposium. Bowes & Bowes Publishers, London 1958.
- German Men of Letters. Twelve Literary Essays. Oswald Wolf, London 1961.
- Silver Renaissance. Essays in Eigteenth-Centry English History. Macmillan, 1962.
- Prima Donna. Lob der Stimmen. Basilius Presse, Basel/Stuttgart 1962.
- Richard Strauss. Die Opern. Basilius Presse, Basel/Stuttgart 1963.
- Primo Uomo. Grosse Sänger der Oper. Basilius Presse, Basel/Stuttgart 1963.
- mit Richard Kirn: Stadion 60. Basilius Presse, Basel/Stuttgart 1964.
- Britain Today. 1965.
- Graue Eminenzen. Geheime Berater im Schatten der Macht. Walter Verlag, Olten und Freiburg im Breisgau 1967.
- (Hrsg.): Sport kritisch. Hallwag Verlag, Bern und Stuttgart 1972.